# Svalbard forskningspark

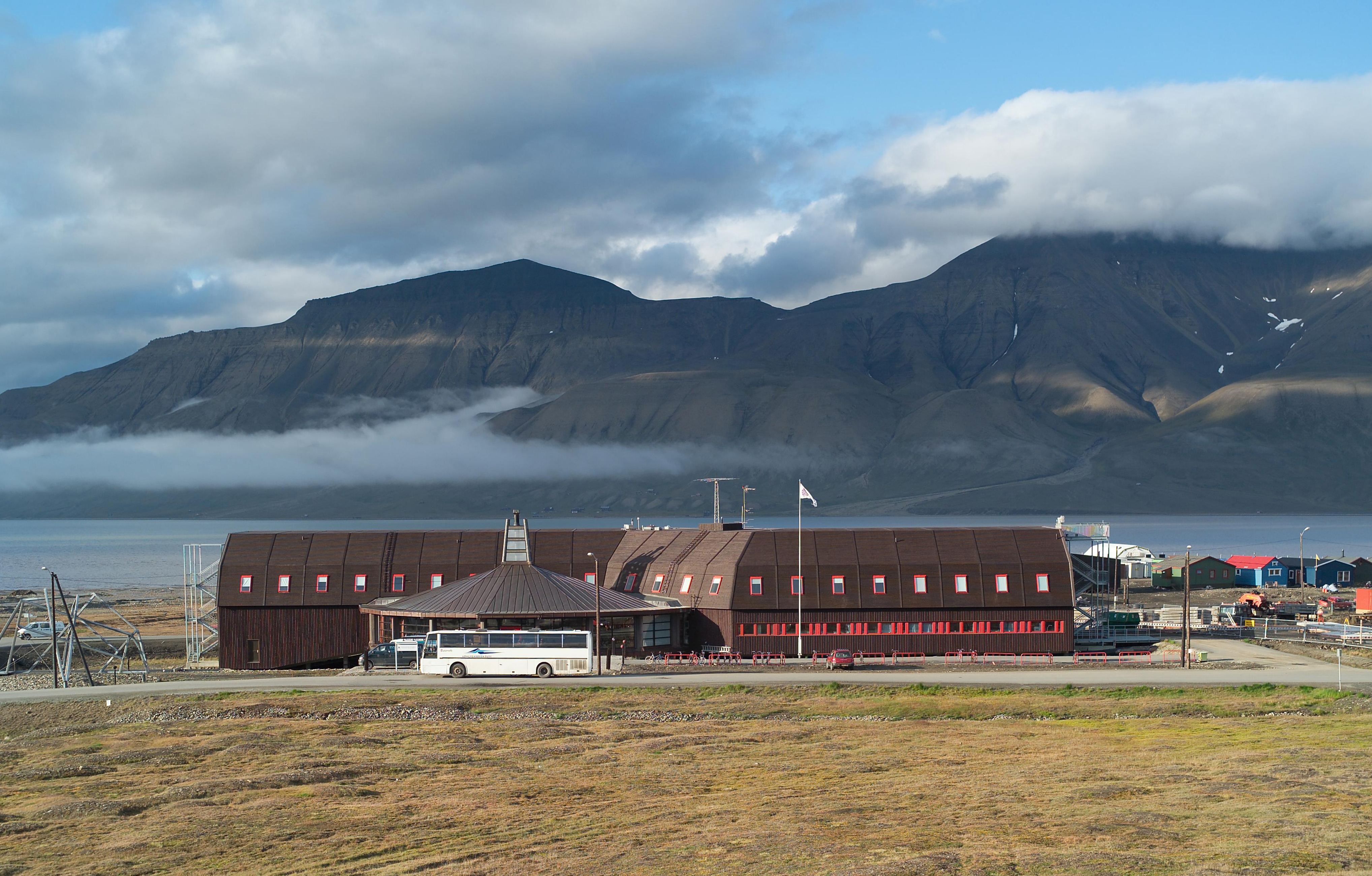
Svalbard forskningspark sedd från stadens centrum

Svalbard forskningspark är en statlig institutionsbyggnad i Longyearbyen i Svalbard. Den byggdes för att samlokalisera de akademiska miljöerna i Longyearbyen och inrymma Universitetscentret på Svalbard, Norsk Polarinstitutt, Svalbard museum samt arkiv och lager för kulturhistoriska artefakter för Sysselmannen på Svalbard. I anslutning till Svalbard museum har också Kunsthall Svalbard sina lokaler.
Svalbard forskningspark har byggts av Statsbygg AS och ägs av detta statliga företag. Det är Svalbards största hus och har ritats av Osloarkitekterna Jarmund/Vigsnæs AS Arkitekter.
Byggnadskomplexet är uppdelat i flera huskroppar rund en central del och har mellan ett och tre våningsplan. Det är på utsidan beklätt med kopparplåt. Det är till stor del platsbyggt i trä, främst limträ. Huskonstruktionen vilar på omkring 390 stålpelare och omkring 30 träpelare som gjutits i borrade hål i permafrosten. På pelarna ligger en stålkonstruktion och på den finns väggar av betongelement och limträ.
Byggnationen påbörjades i september 2003 och invigning skedde i april 2006.